# Người Philistin

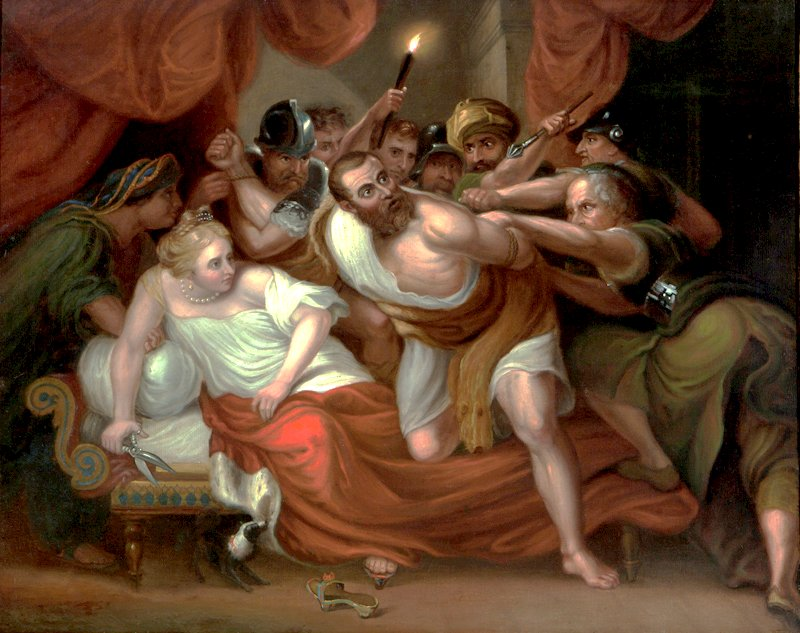
Họa phẩm Samson bị người Philistin bắt trói khi đang ăn nằm với nhân tình Delilah

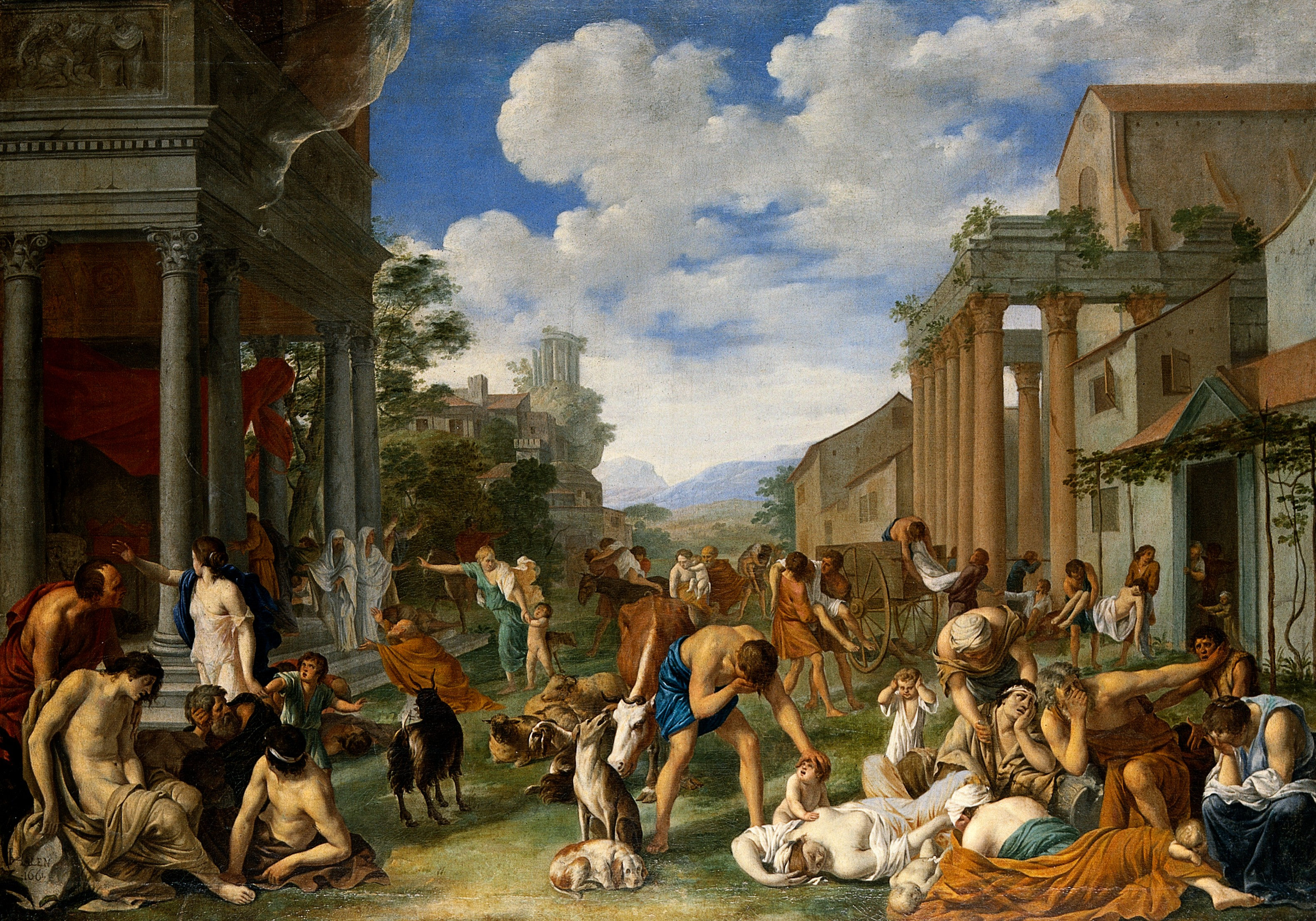
Họa phẩm về cảnh người Philistin đang bị dịch bệnh

Người Philistin hay Philistines (tiếng Do Thái: פְּלִשְׁתִּים‎,/Pəlīštīm; tiếng Hy Lạp: Φυλιστιείμ/Phulistieím) là một dân tộc cổ xưa sống ở bờ biển phía nam Canaan trong Thời đại đồ sắt. Người Philistin có nguồn gốc là một nhóm người nhập cư từ eo biển Aegean định cư ở Canaan vào khoảng năm 1175 trước Công nguyên. Theo thời gian, họ dần dần đồng hóa các yếu tố của xã hội Levant địa phương trong khi vẫn bảo tồn nền văn hóa độc đáo của riêng mình. Thuật ngữ người Palestin (Palestine) có cùng nguồn gốc với Philistin. Vào năm 604 trước Công nguyên, chính thể Philistin sau khi bị Đế quốc Tân Assyria chinh phục trong nhiều thế kỷ rồi cuối cùng đã bị Vua Nebuchadnezzar II của Đế quốc Tân Babylon tiêu diệt. Sau khi trở thành một phần của đế chế của ông và Đế chế Ba Tư kế vị thì người Philistin đã mất đi bản sắc dân tộc riêng biệt và biến mất khỏi hồ sơ lịch sử và khảo cổ vào cuối thế kỷ thứ 5 trước Công nguyên. 
Trong các cổ thư thì Người Philistines được biết đến với cuộc xung đột trong thời đại Kinh thánh với người Do Thái (Israel). Mặc dù nguồn thông tin chính về người Philistin là Kinh thánh tiếng Do Thái, nhưng họ lần đầu tiên được chứng thực trong các bức phù điêu tại Đền thờ Ramesses III tại Medinet Habu, trong đó họ được gọi là Peleset[a] (được chấp nhận là cùng nguồn gốc với Peleshet trong tiếng Do Thái) thuật ngữ song song của người Assyria là Palastu (chữ nêm: 𒉺𒆷𒀸𒌓) Pilišti (𒉿𒇷𒅖𒋾) hoặc Pilistu (𒉿𒇷𒅖𒌓). Họ cũng để lại đằng sau sự hiện diện của mình là cả một nền văn hóa vật chất đặc biệt. Tên đồng nghĩa của người bản địa Philistin vẫn chưa được biết. Kinh Torah không ghi chép về người Philistin là một trong những giống dân phải di dời khỏi Canaan trong Sáng thế ký đoạn 15:18-21.
Trong Kinh thánh có câu chuyện về chiến binh Samson trong trận kích chiến với sức mạnh của mình đã xóa sổ gần như toàn bộ quân đội người Philistin ngàn người chỉ bằng chiếc xương hàm của con lừa. Người Philistine thay đổi chiến thuật sang dùng mỹ nhân kế, cho nàng Delilah, một phụ nữ Philistine sống ở thung lũng Sorek, quyến rũ Samson và ông đã gục ngã trước sắc đẹp của nàng. Lợi dụng sự tin tưởng của Samson, Delilah biết được sự thật đằng sau thứ sức mạnh siêu nhiên Chúa ban, nhân lúc Samson ngủ say sau khi ăn nằm với mình, Delilah đã cắt mái tóc dài của ông và qua đó tước bỏ sức mạnh siêu nhiên của Samson, khiến sau này ông lọt vào tay quân Philistine. Quân Philistine đã trả thù bằng cách chọc mù mắt và bắt Samson lao động khổ sai ở Gaza. Tại đây, tóc của ông bắt đầu mọc dài trở lại. Khi người Philistines đưa Samsonn đến đền thờ Dagon, ông xin phép được dựa vào một trụ đỡ để nghỉ chân. Sau khi được cho phép, Samson cầu nguyện Chúa trời và được phục hồi sức mạnh một cách thần kỳ. Ông xô ngã các cột trụ, làm sập đền thờ, giết chết chính mình cũng như tất cả người Philistin. 